# Mangetandet næbhval
Den mangetandede næbhval eller tasmansk næbhval (Tasmacetus shepherdi) er en hvalart i familien af næbhvaler. Det er den eneste art indenfor slægten Tasmacetus. Den bliver 6-7 m lang og vejer 2-3 t.